# Hermann Róbert
Hermann Róbert (Székesfehérvár, 1963. augusztus 24. –) Széchenyi-díjas magyar történész, publicista, író. Számos, az 1848-as forradalommal és szabadságharccal foglalkozó könyv szerzője. 2015 és 2023 között a Magyar Történelmi Társulat elnöke.

## Életpályája
A Teleki Blanka Gimnáziumban és az Eötvös Loránd Tudományegyetem Bölcsészettudományi Karán végezte tanulmányait. 1987-től a Hadtörténeti intézet és Múzeumban dolgozik, 2011 óta a parancsnok tudományos helyettese. Emellett a Károlyi Gáspár Református egyetem egyetemi tanára, a Történettudományi Doktori Iskola vezetője, valamint a VERITAS Történetkutató Intézet és Levéltár Dualizmuskori Kutatócsoportjának vezetője.
Egyetemi doktori értekezését (Hatvani Imre szabadcsapatvezér és az abrudbányai katasztrófa. A magyar-román megbékélés meghiúsulása 1849-ben) 1995-ben védte meg, ezt az ELTE doktori tanácsa 1997-ben PhD fokozatra minősítette át. 2009-ben védte meg akadémiai doktori értekezését (Kossuth hadserege, Kossuth fővezérei). Számos, főleg az 1848-as forradalommal és szabadságharccal foglalkozó könyvet publikált.

## Díjai, elismerései
- Zrínyi Díj (2000)
- Az Év Ifjú Hadtörténésze (2000)
- Budapestért díj (2011)
- A Magyar Érdemrend középkeresztje (2012)
- Regionális Prima díj (2017)
- Hegyvidék díszpolgára (2018)
- Széchenyi-díj (2024)

## Könyvei
- A rendőrminiszter és a Zichy-gyémántok (1994)
- Perczel Mór első honmentő hadjárata (1995)
- Mindig az elsők között. Poeltenberg Ernő honvédtábornok élete (1997)
- Szemere Bertalan (1998)
- Győr város és megye hadtörténete 1848-49-ben (1998)
- Csány László kormánybiztosi iratai 1848-1849 I-II. (1998)
- Az ihászi ütközet emlékkönyve 1849-1999 (1999)
- A csornai ütközet története és okmánytára 1849. június 13. (1999)
- Megtorlás az 1848-49-es forradalom és szabadságharc után (1999)
- Az abrudbányai tragédia, 1849 (1999)
- Aggházy Kamil: Buda ostroma 1849. május 4-21.; szerk., sajtó alá rend. Hermann Róbert; BFL, Bp., 2001 (Budapest történetének forrásai)
- 1848-1849. A szabadságharc hadtörténete (2001)
- Kossuth Lajos és Görgei Artúr levelezése 1848-1849 (2001)
- Kossuth Lajos élete és kora (2002)
- Az 1848-1849-es szabadságharc nagy csatái (2004)
- Reform – Revolution – Emigration, Herne (2006)
- Gáspár András honvédtábornok (2006)
- Kossuth hadserege, Kossuth fővezérei (2007)
- A Drávától a Lajtáig (2008)
- I. Ferenc József és a megtorlás (2009)
- Forradalom és szabadságharc 1848-1849 (2009)
- Petőfi halála (2016, Kovács Lászlóval közösen)
- A Zichy-gyémántok (2016)
- Reformkor, forradalom, szabadságharc. Válogatott tanulmányok; Line Design, Bp., 2016 ('48-as könyvtár)
- Illustrated military history of Hungary; szerk. Hermann Róbert, angolra ford. Alan Campbell; jav., bőv. kiad.; Zrínyi, Bp., 2017.
- Görgei Artúr válogatott írásai. Értekezések, vitairatok, cikkek, interjúk 1848-1915. Zrínyi Kiadó, Bp., 2018.
- Komáromi csataképek 1848-1849. Képes album a szabadságharc 170. évfordulójára. Komárom, 2019.
- A rendszerváltástól a megtorlásig. Válogatott tanulmányok; Line Design, Bp., 2020. ('48-as könyvtár)
- Az 1848-49-es forradalom és szabadságharc. Osiris, Bp., 2022. (Nemzet és Emlékezet)
- Leiningen-Westerburg Károly vezérőrnagy, Magyarhon német hőse. Line Design, Bp., 2023, (Aradi Vértanúk sorozat)
- Pákozdtól Schwechatig. Az 1848 őszi hadműveletek a Dunántúlon és Alsó-Ausztriában. Bp., 2023. (Hadiakadémia)